# Jaderná elektrárna Fessenheim
Jaderná elektrárna Fessenheim je francouzská elektrárna nacházející se u obce Fessenheim v departmentu Haut-Rhin v Alsasku asi 1,5 kilometru od hranic s Německem a asi 40 km od hranic se Švýcarskem.

## Historie a technické informace
Jde o jednu z nejstarších jaderných elektráren ve Francii, jejímž základem jsou dva tlakovodní reaktory (PWR – Pressurized Water Reactor), každý o elektrickém výkonu 900 MW. Stavba byla zahájena v roce 1970 a zařízení bylo zprovozněno v roce 1977. Je postavena na břehu Velkého alsaského kanálu, ze kterého čerpá chladicí vodu v ročním množství 2,5 kilometrů krychlových.
Elektrárna není ve Francii oblíbená kvůli svému věku a kvůli umístění v oblasti náchylné k zemětřesením. Francouzský prezident François Hollande v rámci předvolební kampaně slíbil uzavření elektrárny do roku 2016.
Elektrárna byla předčasně uzavřena 29. června 2020. Nicméně, dne 18. června 2025 francouzský parlament hlasoval v prospěch restartování jaderné elektrárny, přičemž finální rozhodnutí provede senát.

## Informace o reaktorech
| Reaktor      | Typ reaktoru         | Výkon  | Výkon  | Zahájení výstavby | Připojení k síti | Uvedení do provozu | Uzavření    |
| Reaktor      | Typ reaktoru         | Čistý  | Hrubý  | Zahájení výstavby | Připojení k síti | Uvedení do provozu | Uzavření    |
| ------------ | -------------------- | ------ | ------ | ----------------- | ---------------- | ------------------ | ----------- |
| Fessenheim-1 | Framatome M310 - CP0 | 880 МW | 920 МW | 1. 9. 1971        | 6. 4. 1977       | 1. 1. 1978         | 22. 2. 2020 |
| Fessenheim-2 | Framatome M310 - CP0 | 880 МW | 920 МW | 1. 2. 1972        | 7. 10. 1977      | 1. 4. 1978         | 29. 6. 2020 |